# 江原骑士
江原骑士（日语：／ Ehara Naito，1993年7月30日—）生于山梨县甲府市，是一名日本男子游泳运动员，主攻中长距离自由泳，曾就读于山梨学院大学政治行政学科，2016年大学毕业后加入陆上自卫队，隶属于自卫队体育学校。加入自卫队后不久，江原在日本游泳锦标赛上以1分46秒89获得200米自由泳第三名，成功获得奥运4×200米自由泳接力项目的参赛资格。在奥运期间，他与队友合作为日本队夺得4×200米自由泳接力铜牌。里约奥运结束后，他获埼玉县授予彩之国功劳赏。